# Laila Soliman
Laila Soliman (geboren 1981 in Kairo) ist eine ägyptische Theaterautorin, Dramaturgin und Regisseurin. Mit ihren Stücken „Lessons in Revolting“  und „No Time for art“ brachte sie die Revolution in Ägypten 2011 auf die internationalen Theaterbühnen.

## Leben
Laila Soliman besuchte die Deutsche Schule in Kairo. Sie studierte bis 2004 Theaterwissenschaften und Arabische Literatur an der Amerikanischen Universität Kairo und absolvierte anschließend ein Aufbaustudium an der Theaterschule DasArts in Amsterdam. Sie lebt und arbeitet in Kairo und Amsterdam.

## Werk
Laila Soliman gehört zu der jungen Theater-Avantgarde in Ägypten. Ihre Stücke und Inszenierungen wurden in Ägypten, in Syrien, im Libanon und auf den Bühnen verschiedener europäischer Städte gezeigt. Zu ihren wichtigsten Produktionen zählen „The Retreating World“ (2004) von Naomi Wallace, „Ghorba, images of lienation“ (2006), eine Stückentwicklung der von ihr mitgegründeten Gruppe „Cairo Camps“; „… at your service!“ (2009), basierend auf Stücken von Harold Pinter und Dario Fo/Franca Rame und die Theater-Performance „Spring Awakening Egypt“ nach Frank Wedekinds Frühlings Erwachen, die sie 2010 auf dem Theaterfestival in Damaskus inszenierte. Ihr Stück „Egyptian Products“ wurde 2008 im Royal Court Theatre in London aufgeführt und 2010 in die Anthologie Plays from the Arab World aufgenommen. In Europa wurde sie seit 2011 vor allem mit ihren Arbeiten „Lessons in Revolting“ und „No Time for Art“ bekannt.  Zum 100. Jahrestag des Ersten Weltkriegs führte Laila Soliman im Juni 2014 ihr neues Stück „Whims of Freedom“ (dt.: „Launen der Freiheit“) über die Revolution in Ägypten 1919 auf dem Internationalen Theaterfestival in London auf.

### „Lessons in Revolting“
Laila Soliman war eine der Demonstrierenden der Revolution in Ägypten 2011 auf dem Tahrir-Platz in Kairo und wurde Zeugin der Brutalität, Verhaftungen und Folter durch die Militärpolizei und der sexuellen Gewalt gegen demonstrierende Frauen, weil sie es gewagt hatten denselben öffentlichen Raum mit Männern zu teilen, um ihre Dissidenz auszudrücken. Ihre Stücke „Lessons in Revolting“ und „Blue Bra Day“ dokumentieren diese dunkle Seite des Tahrir in einer multimedialen Performance, die Dokumentarfilm, Tanz, Pantomime und Schauspiel miteinander verbindet. „Lessons in Revolting“ erarbeitete sie zusammen mit ihrem Partner, dem belgischen Theaterregisseur Ruud Gielens. Das Stück wurde erstmals im August 2011 in Kairo aufgeführt. In seiner Rezension der Aufführung beim Zürcher Theater Spektakel 2011 schrieb Charles Linsmayer, die Performance sei nicht nur eine Dokumentation der Protestbewegung auf dem Tahrir-Platz, sie verstehe sich als Work in progress und wolle auch nach der Aufführung in Kairo und während der Gastspiele in Zürich, Rotterdam, Düsseldorf und Amsterdam die Wege der ägyptischen Revolution unter der Herrschaft des Militärrats protokollieren. Die Leistung von „Lessons in Revolting“ sei es, so Claudio Steiger in der NZZ, die Unhaltbarkeit der aktuellen Situation in Ägypten klar vor Augen zu führen. „Es ist für den Zuschauer eine beklemmende, schmerzliche Lektion, dass nach Mubaraks Rückzug Menschen eingeschüchtert, verfolgt und getötet wurden.“

### „No Time for Art“
Für ihr Stück „No Time for art“ verdichtete Lailia Soliman Briefe und Notizen aus Tagebüchern zu einer dokumentarischen Performance, die einen Bogen von den letzten Jahren des Mubarak-Regimes über den Aufstand auf dem Tahrir-Platz 2011 bis hin zu den Protesten gegen Präsident Mohammed Mursi schlägt. Das Stück wurde 2012 unter anderem auf dem Theaterfestival Basel, im Tanzquartier Wien und im Ballhaus Naunynstraße in Berlin aufgeführt. In der Inszenierung erzählen vier Schauspieler vor einer Videofilmwand von traumatisierenden Ereignissen aus den Leben verfolgter Oppositioneller und lesen aus ihren Briefen, die von den Menschenrechtsverletzungen berichten und an den Gerichtshof für Menschenrechte in Brüssel gerichtet sind. Laila Soliman lädt die Zuschauer ein, an den Lesungen teilzunehmen. Sie erhalten eine schriftliche Anweisung, in der es u. a. heißt: „Wir möchten so vielen Märtyrern wie möglich ein Gesicht und eine Stimme geben.“ Hans-Thies Lehmann führt das Stück als Beispiel für Postdramatisches Theater zwischen politischem Aktivismus und äthethischer Praxis an und beschreibt seine Erfahrung als Zuschauer: „There ist no performance, no acting out of a dramatic story. But there is the audience – our voices in a public space, our silence, our listening, our common moment of ‘Eingedenken’ (remembrance).“  Bei „No Time for art“ könne man von einer neuen Form der Tragödie sprechen.

## Sonstiges
Laila Soliman ist eine der drei Protagonistinnen des Dokumentarfilms „Laila, Hala und Karima“ – ein Jahr im revolutionären Kairo von Ahmed Abdel Mohsen und Eduard Erne, einer Produktion des Schweizer Fernsehens von 2012.
2013 trat sie als Referentin auf einer Podiums-Veranstaltung der Neuen Zürcher Zeitung zum Thema «Arabischer Frühling» – eine Illusion? auf. In der Veranstaltungsreihe Mosse Lectures der Humboldt-Universität Berlin hielt sie im Januar 2013 zusammen mit dem ARD-Korrespondenten Jörg Armbruster eine Lesung zum Thema Der arabische Frühling – Wunschtraum oder Albtraum?.

## Auszeichnungen
Im Oktober 2011 erhielt Laila Soliman den Internationalen Willy-Brandt-Sonderpreis für besonderen politischen Mut.